# Irlandia na Mistrzostwach Świata w Lekkoatletyce 2013
Irlandia na Mistrzostwach Świata w Lekkoatletyce 2013 – reprezentacja Irlandii podczas czempionatu w Moskwie liczyła 11 zawodników.

## Występy reprezentantów Irlandii

### Mężczyźni
| Konkurencja   | Zawodnik         | Runda 1  | Runda 1 | Półfinał | Półfinał | Finał        | Finał   |
| Konkurencja   | Zawodnik         | Rezultat | Pozycja | Rezultat | Pozycja  | Rezultat     | Pozycja |
| ------------- | ---------------- | -------- | ------- | -------- | -------- | ------------ | ------- |
| Bieg na 400 m | Brian Gregan     | 46,04    | 22. q   | 45,98    | 21.      | NQ           | NQ      |
| Bieg na 800 m | Mark English     | 1:47,08  | 21.     | NQ       | NQ       | NQ           | NQ      |
| Bieg na 800 m | Paul Robinson    | 1:48,61  | 36.     | NQ       | NQ       | NQ           | NQ      |
| Maraton       | Paul Pollock     | —        | —       | —        | —        | 2:16:42 (SB) | 21.     |
| Chód na 50 km | Brendan Boyce    | —        | —       | —        | —        | 3:54:24 (PB) | 25.     |
| Chód na 50 km | Robert Heffernan | —        | —       | —        | —        | 3:37:56 (WL) | złoto   |

### Kobiety

#### Konkurencje biegowe
| Konkurencja   | Zawodnik          | Runda 1  | Runda 1 | Półfinał | Półfinał | Finał    | Finał   |
| Konkurencja   | Zawodnik          | Rezultat | Pozycja | Rezultat | Pozycja  | Rezultat | Pozycja |
| ------------- | ----------------- | -------- | ------- | -------- | -------- | -------- | ------- |
| Bieg na 400 m | Jennifer Carey    | 52,62    | 27.     | NQ       | NQ       | NQ       | NQ      |
| Bieg na 800 m | Roseanne Galligan | 2:02,45  | 24.     | NQ       | NQ       | NQ       | NQ      |
| Maraton       | Maria McCambridge | —        | —       | —        | —        | DNF      | DNF     |
| Chód na 20 km | Laura Reynolds    | —        | —       | —        | —        | 1:33:39  | 31.     |

#### Konkurencje techniczne
| Konkurencja   | Zawodnik      | Eliminacje | Eliminacje | Finał    | Finał   |
| Konkurencja   | Zawodnik      | Rezultat   | Pozycja    | Rezultat | Pozycja |
| ------------- | ------------- | ---------- | ---------- | -------- | ------- |
| Skok o tyczce | Victoria Pena | 4,30       | 18.        | NQ       | NQ      |